# Martin Dietrich (Wirtschaftswissenschaftler)
Martin Dietrich (* 15. November 1971 in Waldshut) ist ein deutscher Wirtschaftswissenschaftler. Er war von 2011 bis 2016 Professor für Betriebswirtschaftslehre, insbesondere Management des Gesundheitswesens, an der Universität des Saarlandes und von 2021 bis 2023 kommissarischer Direktor der Bundeszentrale für gesundheitliche Aufklärung.

## Werdegang
Martin Dietrich studierte von 1994 bis 1999 Volks- und Betriebswirtschaftslehre an der Albert-Ludwigs-Universität Freiburg. Ab 2000 publizierte er dort als Mitarbeiter des Betriebswirtschaftlichen Seminars und wurde 2004 zum Dr. rer. pol. promoviert.
Nach der Habilitation im Fach Betriebswirtschaftslehre im Jahr 2010 war Dietrich von 2011 bis 2016 W3-Professor für Betriebswirtschaftslehre, insbesondere Management des Gesundheitswesen, an der Universität des Saarlandes.
2016 wechselte er nach Köln auf die Position des stellvertretenden Leiters der Bundeszentrale für gesundheitliche Aufklärung, wo er von 2021 bis 2023 die Position des Kommissarischen Direktors innehatte. Seine Professur in Saarbrücken wurde 2017 in eine Honorarprofessur umgewandelt. Von 2022 bis 2023 war er zudem Präsident von EuroHealthNet in Brüssel. Seit 2023 arbeitet Dietrich im Bundesministerium für Gesundheit und leitet dort das Referat Innovationsfonds und Zukunftsregion digitale Gesundheit.

## Schriften (Auswahl)
- Qualität, Wirtschaftlichkeit und Erfolg von Krankenhäusern. Analyse der Relevanz marktorientierter Ansätze im Krankenhausmanagement. Deutscher Universitäts-Verlag, Wiesbaden 2005, ISBN 3-8244-0819-8 (zugleich: Dissertation, Universität Freiburg i. Br., 2004).
- mit Dieter K. Tscheulin (Hrsg.): Public and nonprofit marketing (= Zeitschrift für öffentliche und gemeinwirtschaftliche Unternehmen. Beiheft 37). Nomos, Baden-Baden 2009, ISBN 978-3-8329-4925-9.
- mit Dieter K. Tscheulin (Hrsg.): Akzeptanz des öffentlichen Ausgabeverhaltens (= Zeitschrift für öffentliche und gemeinwirtschaftliche Unternehmen. Beiheft 42). Nomos, Baden-Baden 2013, ISBN 978-3-8487-0560-3.
- Freia De Bock, Martin Dietrich, Eva Rehfuess: Evidenzbasierte Prävention und Gesundheitsförderung. Memorandum der Bundeszentrale für gesundheitliche Aufklärung (BZgA). Bundeszentrale für gesundheitliche Aufklärung, Köln 2020. https://doi.org/10.17623/BZGA:2020-EPGF-DE-1.0